# 舞牙
舞牙（ぶき、生年月日不明 - ）は、アメリカ合衆国のプロレスラー。

## 経歴
2011年、折原昌夫からタイの地下格闘場でザ・グレート・カブキの子息を名乗る格闘家の存在を聞かされたカブキは「アメリカ時代の前妻との息子とは20年以上会っていない」と語るも天龍源一郎と共に対面。8月21日、天龍プロジェクト新宿FACE大会にてTHE KABUKIとして金村キンタローとタッグを組み、対藤田ミノル&NOSAWA論外組戦でデビュー。
11月10日、天龍プロジェクト後楽園ホール大会におけるカブキの復帰戦にてタッグを組むに至った。
2013年1月、リングネームを舞牙に改名。
2018年2月18日、かねてから参戦していた団体COMBO（主宰山本SAN）の正式所属となる。途中怪我により長期離脱もあったが2019年12月15日大会から復帰。
2020年12月の新宿FACE大会では、セミファイナルを務めた上に当日欠場となった選手に代わりメインにも登場し団体所属としてのプライドを見せた。

## 人物
ザ・グレート・カブキを彷彿させる色使いのフェイスペイントを施し和柄のコスチュームを着用。入場の際は忍者頭巾を着用し、スポットライトの中でヌンチャク回しを披露する。時折、観客がくすりと笑う茶目っ気を見せるものの、本来のスタイルは主宰の山本SAN同様にオールドスクールなプロレスを好む。第1試合からメインまでこなす器用さを持つが、そのファイトスタイルとキャラクターから基本的にはセミファイナル以上のスケールを持つレスラーである。

## 得意技
ジャックハマー
十八番固め
トラースキック

## タイトル歴
- WAR世界6人タッグ王座
- 新潟無差別級王座
- 地下プロレス大賞（最優秀選手賞）